# Ryan Flynn (Fußballspieler)
Ryan Flynn (* 4. September 1988 in Edinburgh) ist ein schottischer Fußballspieler, der beim FC Arbroath unter Vertrag steht.

## Karriere
Ryan Flynn wurde im Jahr 1988 in der schottischen Hauptstadt Edinburgh geboren. Seine Karriere begann er beim FC Falkirk. Als Jugendspieler wechselte er im Jahr 2005 für eine Ablösesumme von 50.000 £ zum FC Liverpool. Mit den Reds gewann er 2006 und 2007 den FA Youth Cup. Ab dem Jahr 2008 wurde Flynn an den AFC Wrexham und FC Falkirk verliehen. Für seinen schottischen Heimatverein debütierte er in der Europa League gegen den FC Vaduz. Nach der einjährigen Leihe verpflichtete ihn der Verein bis 2013. Jedoch wechselte er bereits ein Jahr später wieder den Verein. Er unterschrieb dabei einen Vertrag über drei Jahre bei Sheffield United. Vor dem Ablauf des Vertrages wurde dieser im Mai 2014 vorzeitig um zwei weitere Jahre verlängert.
Für den englischen Drittligisten spielte er bis zum Vertragsende 153-mal in der Liga und erzielte 13 Tore. Flynn wechselte daraufhin zu Oldham Athletic. Im Januar 2018 wechselte er zum FC St. Mirren.